# Геллий Максим
Геллий Максим (лат. Gellius Maximus) — римский император-узурпатор в 219 году.
Несмотря на то, что Геллий Максим был сыном простого врача, он достиг звания римского сенатора. Его честолюбивый характер проявился, когда он служил легатом IV Скифского легиона, дислоцировавшегося в Сирии. В 219 году, Геллий Максим, воспользовавшись беспорядками, возникшими в связи с нестабильной политической обстановкой, восстал в правление Гелиогабала, объявив себя императором.
Вскоре восстание было подавлено, а Геллия Максима казнили по приказу Гелиогабала. Основным источником по восстанию Геллия Максима является 80-я книга «Римской истории» Диона Кассия.